# مارت ديكسترا
مارت ديكسترا (بالهولندية: Mart Dijkstra)‏ (10 أغسطس 1990 بدلفزايل في هولندا - ) هو لاعب كرة قدم هولندي في مركز الوسط. لعب مع سبارتا روتردام ونادي كامبور وHarkemase Boys ‏.

## وصلات خارجية
- مارت ديكسترا على موقع قاعدة بيانات كرة القدم.إي يو (الإنجليزية)
- مارت ديكسترا على موقع Soccerway.com (الإنجليزية)